# 8632 Egleston
8632 Egleston eller 1981 FR är en asteroid i huvudbältet som upptäcktes den 28 mars 1981 av Harvard College Observatory. Den är uppkallad efter Margaret Ericksen Egleston.
Asteroiden har en diameter på ungefär 4 kilometer och den tillhör asteroidgruppen Eunomia.